# Друга пунічна війна
Дру́га пуні́чна війна́ (звана також римлянами «війно́ю про́ти Ганніба́ла» і ганніба́ловою війно́ю) — війна, що тривала з 218 по 201 до н. е., театрами військових дій якої було Західне Середземномор'я. Це була друга з трьох воєн між колишньою фінікійською колонією Карфагеном і залежними від нього державами проти Римської республіки. Їх називають «Пунічними війнами», від римської назви карфагенян — punici (більш стародавнє — poenici, через фінікійське походження карфагенян). У сучасній історіографії слово «пунічний» (punic) використовується стосовно Карфагена, на відміну від «фінікійський» (phoenician).

## Огляд джерел
Основним джерелом про другу Пунічну війну є праця римлянина Тіта Лівія «Історія від заснування міста», книги 21-30. Ще один римлянин Діон Кассій написав книгу «Римська історія», в якій теж описується друга Пунічна війна.
Важливі і грецькі джерела. Полібій у II ст. до н. е. написав історичну книгу під назвою «Загальна історія», яка включає події 264—146 до н. е. Плутарх на початку II ст. написав працю «Порівняльні життєписи», у якому викладає біографії знаменитих греків і римлян. Про другу Пунічну війну розповідається у нього в біографіях Фабія Максима і Марцелла, римських полководців в цій війні. Александрієць Аппіан написав в 160-ті рр. книгу «Римська історія», яка описує історію Рима від заснування (753 до н. е.) до царювання Траяна (98-117). Друга Пунічна війна описана у нього в VII книзі його праці, яка називається «Ганнібалова». Також можливо, що Діодор Сицилійський описував цю війну в своїй «Історичній бібліотеці», але, на жаль, ці книги не збереглися.

## Передісторія
Мир 242 року до н. е. був куплений дорогою ціною. До римлян перейшли не тільки всі доходи, які карфагеняни отримували з Сицилії, але й майже монопольне торгове панування Карфагена на Заході було істотно ослаблене. Поведінка Риму під час Повстання найманців у Карфагені ясно показала ворожість його позиції — стало ясно, що мирне співіснування між Римом і Карфагеном є абсолютно неможливим.

Рим і Карфаген на початок війни

Знов отримавши після придушення повстань посаду головнокомандуючого, Гамількар Барка почав війну в Іспанії, оскільки саме Іспанія була найзручнішим плацдармом для організації походу до Італії.
В результаті Карфаген не тільки повністю компенсував втрати під час Першої пунічної війни, але і придбав нові ринки збуту, а срібні копальні приносили такі доходи, що політичні супротивники Гамількара і Гасдрубала були абсолютно позбавлені можливості їм протидіяти. Дії Барки викликали природний неспокій грецьких колоній на Піренейському півострові. Вони відчули загрозу своїй самостійності і звернулися за захистом до Риму, який отримав бажаний привід втрутитися в іспанські справи. Вже за життя Гамількара відбулися переговори між Римом і Карфагеном, і між ними були розділені сфери впливу (південна — пунічна, північна, — римська), а їх межею визнавалася річка Ібер.
Рим порушив угоду, уклавши союз з Сагунтом (розташованим на південь від Ібера), що був направлений прямо проти Карфагена і мав на меті зупинити просування останнього на північ. Ганнібал спровокував конфлікт між Сагунтом і іберійськими племенами, що перебувала під пунічною владою, втрутився в конфлікт і під незначним приводом оголосив війну Сагунту. Після досить важкої 7-місячної облоги місто було узяте, а Рим і так і не зважився надати Сагунту військову допомогу, лише посольство послане до Карфагена вже після узяття міста прямо оголосило про початок війни.
Перед походом до Італії Ганнібал дав армії відпочинок на всю зиму. Серйозну увагу він приділяв обороні Африки і Іспанії. У Африці Ганнібал залишив 13850 піхоти і 1200 вершників, набраних в Іспанії, туди ж були направлені 870 балеарських пращників. Сам Карфаген додатково підсилили 4000-ним гарнізоном. Командувати пунічними військами в Іспанії Ганнібал призначив свого брата Гасдрубала і передав в його розпорядження значні військові сили: піхотинців — 11 850 лівійців, 300 лігурів, 500 балеарів, і вершників — 450 лівіофіникіян і лівійців, 300 ілергетів, 800 нумідійців. Крім того, у Гасдрубала були 21 слон і для оборони узбережжя від римського вторгнення з моря флот у складі 50 пентер, 2 тетрер і 5 трієр.
Армія вторгнення складалася приблизно з 50 000 піхотинців, 9 000 вершників і 37 слонів. Тим часом римляни також готувалися до війни консул Тіберій Семпроній Лонг мав 24000 піхоти, 2400 вершників і 160 кораблів, Другий консул — Публій Корнелій Сципіон мав 22000 піхоти і 2200 вершників. Армія Риму в Галлії, під начальством претора Луція Манлія налічувала 18000 піхоти і 1600 вершників. В цілому римська армія налічувала 64000 воїнів піхоти і 6200 кавалерії — не набагато більше, ніж було у Ганнібала. Істотна перевага римлян полягала в тому, що їм належало воювати на батьківщині і для них мобілізація додаткових військових контингентів була простішою справою, ніж для пунічного полководця отримання підкріплень. Не можна, втім, не бачити і розпиленості римської армії, і відсутності єдиного командування, що, звичайно, утрудняло римлянам ведення бойових операцій. На щастя для Карфагена Ганнібал був генієм військової справи.

## Початковий період війни

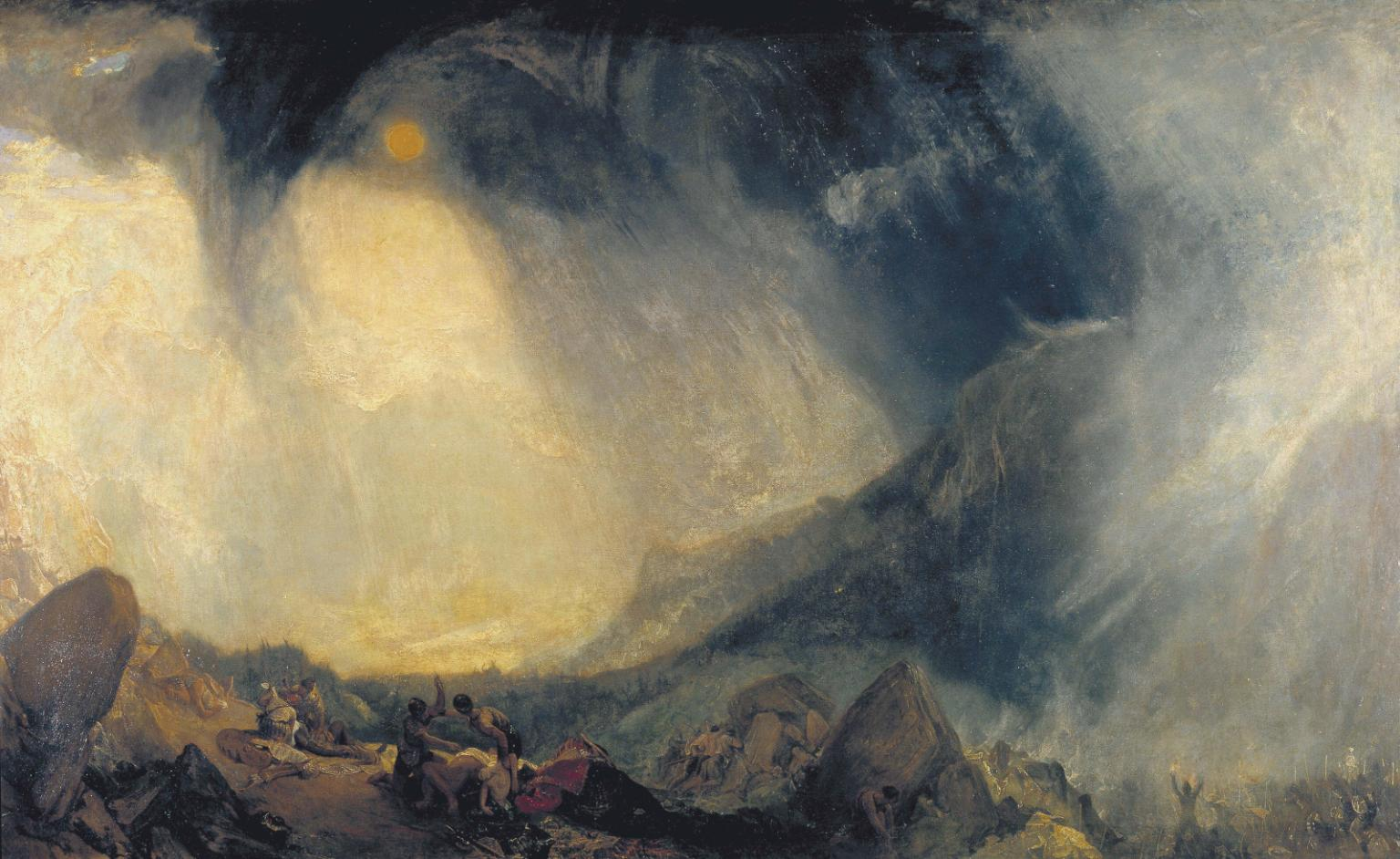
Дж. М. Ст. Турнер. «Сніжний шторм. Ганнібал і його армія переходять Альпи»

Весною 218 року до н. е. Ганнібал виступив у похід. Переговори, які він передбачливо вів з галлами, забезпечили йому можливість здійснити безперешкодний прохід через їхні землі. Лише при переправі через Родан йому довелося застосувати силу. А римська армія Публія Корнелія Сципіона не змогла перешкодити його руху через непорозуміння з обох боків.

### Перехід Ганнібала через Альпи
Проте під час переходу через Альпи він зазнав дуже важких втрат (близько половини всіх військ) — через суворі умови переходу і через гальське плем'я аллоброгів, що постійно влаштовували йому засідки по шляху проходження. Спуск з перевалу обійшовся війську навіть важче за підйом. Ганнібал, прийшовши до Італії, мав із собою всього приблизно 12000 лівійських і 8000 іберійських піхотинців та не більше ніж 6000 вершників. Незабаром він змусив навколишні гальські племена визнати свою владу. Тим часом Публій Сципіон зумів привести до Північної Італії значну армію і Ганнібал був вимушений почати наступ. Проте у Ганнібала і його війська вистачило часу на відпочинок перед першою їх битвою в Італії.

### Перемоги Ганнібала в Північній Італії

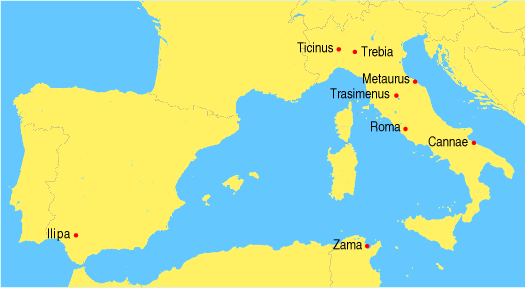
Битви Другої Пунічної війни

Битва відбулася біля річки Тицин. Супротивники розташували свої війська таким чином. Сципіон поставив попереду легкоозброєних велітів і гальських вершників, а решту римлян та добірні сили союзників — вишикував за ними в лінію. Ганнібал розмістив важку кавалерію прямо напроти фронту римлян, а на флангах — нумідійських вершників, розраховуючи надалі оточити ворога. Вороги стали швидко зближуватися. Римські легкоозброєні піхотинці, ледве кинувши по одному дротику, сховалися між загонами вершників, що стояли за ними. Почалася кінна битва; багато вершників було скинуто з коней, а інші спішувалися самі. Битва поступово перетворилася на бій піхотинців. Тим часом нумідійські вершники Ганнібала, обійшовши бойовисько з флангів, з'явилися в тилу римської армії; велітів затоптала власна кіннота; в рядах римлян почалася паніка. Сам Сципіон ледь не загинув.
Залишки римської армії відступили до горбистої місцевості біля річки Требія. До них незабаром підійшла армія другого консула — Тіберія Семпронія Лонга, який замінив пораненого Сципіона. Давши йому перемогти в незначній сутичці, Ганнібал вселив новому римському командувачеві упевненість в перемозі. А Лонг був вельми честолюбний (про що Ганнібалу було відомо) і після легкої перемоги горів бажанням розбити армію Ганнібала. І незабаром, цілком несподівано для римлян чергова невелика сутичка перетворилася на генеральну битву.

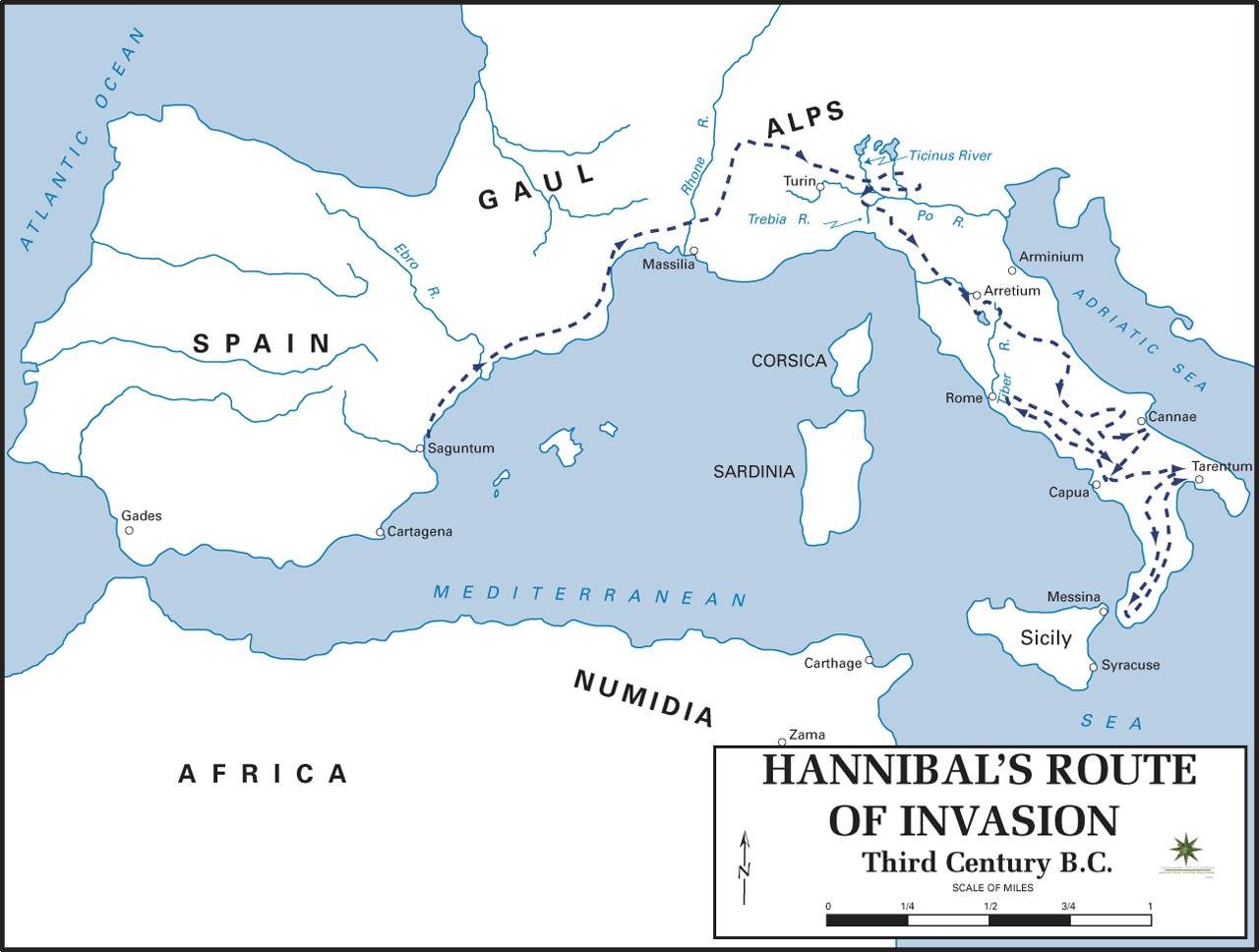
Карта походу Ганнібала до Італії

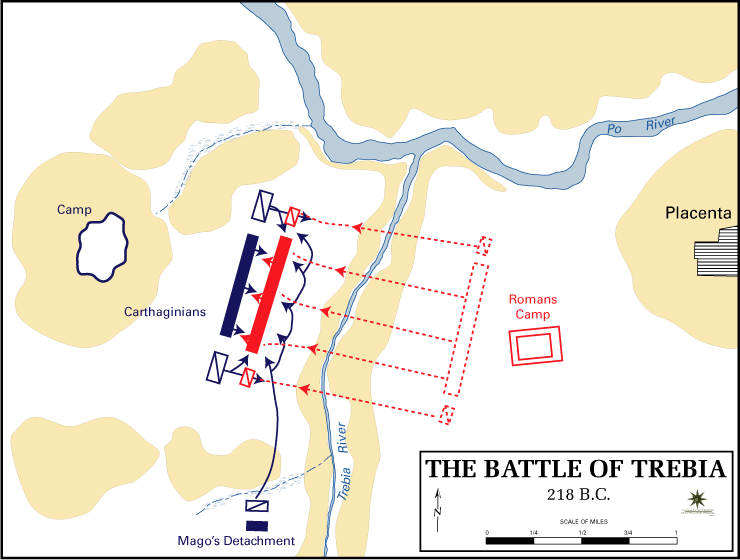
Схема битви при Требії

Завдяки вчасному удару в тил римлянам із засідки загону Магона римська армія опинилася в оточенні, з якого вдалося вирватися лише 10 тисячам легіонерів. Не маючи можливості повернутися в свій табір, вони відступили до Плаценції. Туди ж, а звідти в Кремону пішли під командуванням Сципіона і підрозділи, що залишалися під час бою в таборі.
Карфагеняни перемогли і цього разу, проте тепер із значно більшими втратами. Особливо сильні спустошення провела в їхніх рядах негода: вмирали люди, падали коні, загинули майже всі слони (залишилося всього 7). Але галли привели великі підкріплення (до 60000), і Ганнібал зайнявся їх організацією.

### Ганнібал в Етрурії
Незабаром він рушив до Етрурії, проте перехід через Апенніни виявився несподівано важким — армію застала буря, загинуло багато людей і всі слони (окрім одного). Нетерпляче прагнення перенести війну до Етрурію легко пояснюється військово-політичним положенням. Ганнібалу було, звичайно, добре відомо, що римляни відправляли свої гарнізони у всі пункти, де вони могли чекати нападу, — до Сицилії, Сардинії, в Тарент, що вони побудували ще 60 пентер, що консули (Сервілій і Фламіній) проводять в самому Римі мобілізацію нових контингентів і організовують ополчення союзників, що навіть від сиракузького царя Гієронa вони зажадали допомоги, і той прислав їм 500 критських стрільців і 1000 пелтастів, нарешті, що запаси продовольства римляни зосереджували в Ариміні і в Етрурії, явно маючи намір там перегородити дорогу карфагенянам.

### Битва при Тразименському озері

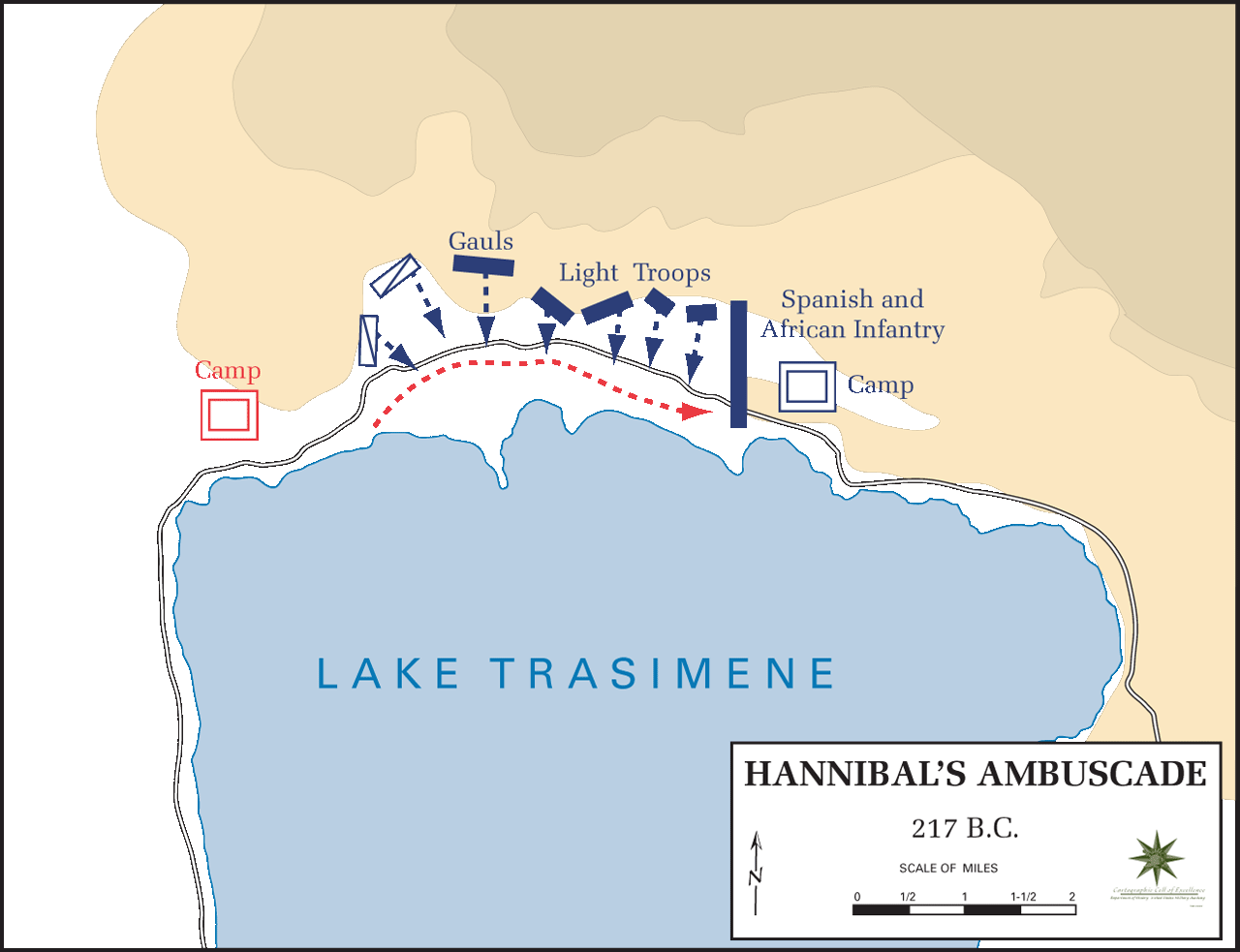
Карта битви при Тразименському озері

У 217 році до н. е. новими консулами стали Гай Фламіній і Гней Сервілій Гемін.
Гай Фламіній, який досяг консульства завдяки своїй боротьбі з аристократами, потребував швидкого успіху. Ганнібалу легко вдалося спровокувати нову битву. У битві коло Тразименського озера римська армія потрапила в засідку. З війська чисельністю в 30000 піхотинців і 3000 вершників 15000 було убито, 6000 потрапило в полон, тоді як втрати карфагенян склали всього 2000 осіб. Через декілька днів був знищений і 4000-ий загін кінноти, посланий Гнєєм Сервілієм.
Усіх полонених італіків Ганнібал звільнив із неволі, заявляючи, що веде війну не з Італією, а тільки з Римом. Але його поклик поки що не мав наслідків: італійські племена відчували ще силу Римської держави.

### Тактика Фабія
По перших невдачах римляни зрозуміли, що не зможуть дорівнятися незвичайній тактиці Ганнібала. Римське військо звикло до іншого способу боротьби й не могло протиставитись сильним ударам карфагенської кінноти. Тому диктатор Квінт Фабій Максим, до рук якого в небезпеці було віддано весь провід над військом, вирішив не зводити з ворогом бою на відкритому полі. Зате почав уживати стратегію іншого роду, а саме нападав на малі карфагенські відділи, непокоїв ворожі табори, відтинав довіз поживи та безнастанними зачіпками нищив карфагенське військо. Він уважав, що Ганнібалова армія, до якої не приходило свіжих поповнень, остаточно знищиться та здеморалізується й що потім її легко можна буде доконати. Завдяки такому способу війни Фабія прозвали Кунктатором (той, що не спішить).
Римська армія (поповнена двома новими легіонами) постійно відслідковувала всі переміщення пунійської армії, але не вступала в бій, а Ганнібал не мав можливості вести активних дій, маючи перед собою нерозбиту римську армію. Начальник кінноти Фабія — Марк Мінуцій був не згоден з цією тактикою — адже Італія ставала беззахисною перед розоренням з боку пунійців, але коли він отримавши командування спробував вступити в битву, то мало не зазнав поразки, і лише поява Фабія з іншою частиною військ дозволила уникнути нового розгрому. Ганнібал багато разів намагався спровокувати римлян на битву, але успіху не добився.
Ганнібал справді не почував себе добре через партизанські напади римлян. Хоч усі сподівалися, що він нападе на Рим і вже заздалегідь кликали: «Ганнібал перед воротами!» — він не відважився ввійти в Лаціум й пройшов боком повз столицю. Ганнібал пройшов через самнітську країну і спинився в Апулії, щоб тут викликати опозицію місцевих племен проти Італії.

### Початок військових дій в Іспанії
Тим часом в Іспанії Ґней Корнелій Сципіон (брат консула) зумів нанести пунійцям ряд поразок. Гасдрубал Барка не зумів надати йому дієвої протидії.

## Битва при Каннах

Карта основних військових дій Другої Пунічної війни

Римський народ не вмів оцінити користей Фабієвої стратегії, а жадав перемоги у відкритім бою. У наступному 216 до н. е. консулами стали Терренцій Варрон і Емілій Павло. Рим готувався до рішучих дій — було зібрано 8 легіонів, таким чином проти Ганнібала, що мав 50000 воїнів, була направлена армія чисельністю 90000 осіб.
Битва відбулася біля міста Канни. Консули вишикували всю римську армію в бойовий порядок: на правому фланзі, ближчому до річки, розташували вершників, на лівому — кінноту союзників і ближче до центру — їх піхоту. У центрі знаходилися римські легіони, а перед строєм — пращники та інші легкоозброєні воїни. Командування лівим флангом узяв на себе Гай Теренцій Варрон, правий фланг він доручив Луцію Емілію Павлу і центр — Гнею Сервілію Геміну. Рано вранці Ганнібал переправив на лівий берег Ауфіда балеарські частини і інші легкоозброєні формування, а за ними і решту солдатів. На лівому фланзі, найближчому до річки. він поставив іберійських і гальських вершників, які повинні були діяти проти римської кінноти, в центрі — піхоту (половину — тяжкоозброєних лівійців, посередині цього ладу — галлів та іберів, а за ними — знову лівійців) і на правому фланзі — нумідійських вершників, які тут повинні були битися з римськими союзниками. Лівійці були озброєні трофейною зброєю, відібраною у римлян. Чисельність армії становила 40 000 піхотинців і 10000 вершників.
Розташування карфагенян було надзвичайно зручним: вони стояли лицем на північ і спиною до вітру, що дув у обличчя римлянам, несучи з собою пісок і пил; сонячні промені не сліпили воїнів. При побудові Ганнібал висунув вперед іберів і галлів, які повинні були першими вступити в бій, а останніх розташував так, що утворилося щось подібне до вигнутого до фронту величезного півмісяця, що ставав тоншим до країв. Командування лівим флангом Ганнібал доручив Гасдрубалу, правим, — Магарбалу, а сам разом зі своїм братом Магоном узяв на себе центр. Битву, як і зазвичай, почали легкоозброєні солдати. Потім гальсько-іберійська кіннота Ганнібала накинулась на правий римський фланг і незабаром змусила римлян до втечі, після чого був розбитий і лівий фланг римлян. Тим часом в бій вступила піхота, і іберійсько-гальські піхотинці Ганнібала після наполегливого опору почали поволі відступати, заманюючи за собою римлян, що проникали все глибше в розташування військ карфагенян. Тим часом лівійські піхотинці атакували римлян з обох флангів, а пунійська кавалерія завдала удару в тил. Римська піхота опинилася в кільці і незабаром доля битви була вирішена. 70000 лягло на полі бою, 16000 було узято в полон, втрати Ганнібала склали 6000 осіб — переважно серед іберів і галлів.

### Наслідки битви під Каннами
Наслідки катастрофи дали себе відчути дуже скоро. Племена Південної Італії, що дотепер залишалися вірні Римові, почали переходити на сторону Ганнібала: самніти, апулійці, лукани, брутійці, навіть недалекі кампани. На сторону пунійців перейшли безліч італійських міст і головне — Капуя на межі Лаціуму, куди Ганнібал переніс свої табори.
З Карфагена було вирішено послати Ганнібалу 40 слонів, 4000 кінноти, а з Іспанії — 20000 піхоти і 4000 кінноти. Карфагенська перемога зробила також враження на сусідні держави. Македонський король Філіпп V, вороже настроєний до римлян, склав із Ганнібалом у 215 р. союз приязні.
Але і в тому безнадійному становищі Рим не втратив рівноваги. Послів Ганнібала, що йшли з пропозиціями миру, навіть не було допущено до міста. Сенат почав організовувати нове військо. До легіонів брали навіть 17-літніх хлопців, а публічним коштом викуплено 8000 невільників, щоб їх також ужити до війська.
Битва при Каннах була кульмінаційним пунктом успіхів Ганнібала. В той же час це була остання його значна перемога. Після неї почався перелом в ході війни на користь римлян.
Це пояснюється тим, що військові дії затягнулися і всі успіхи Ганнібала не могли вирішити результат війни в цілому. Стратегічне становище складалося зовсім не на його користь. Вирішальне значення мала для Риму вірність Центральної Італії, звідки римляни і черпали свої основні резерви. Не менш фатальну для Ганнібала роль зіграла короткозора політика уряду Карфагена, в результаті якої армія Карфагена, що знаходилася на ворожій території, не мала регулярних зв'язків зі своєю метрополією, була позбавлена джерел поповнення матеріальними і людськими резервами. Таким чином, вийшло, що Ганнібал і його армія мали проти себе не тільки ворожу армію, але фактично вступили в єдиноборство з цілою системою, яку не можна було знищити в результаті тієї або іншої виграної битви. І, нарешті, римська армія, що складалася не з найманців, а з вільних громадян, була в моральному відношенні незрівнянно сильнішою і надійнішою за найману армію Ганнібала.
Навчені гірким досвідом попередніх років, римляни після поразки при Каннах діяли неквапливо і обережно. По суті, вони вели подальші військові дії на основі тактики, розробленої ще Фабієм Максимом. У самій Італії вони ретельно уникали зіткнень з головними силами ворога, обмежуючись обороною території, що збереглася за ними, і вимотуванням сил супротивника. Цей метод ведення боротьби виявився настільки ефективним, що вже незабаром дав можливість римлянам приступити до реалізації їхнього стратегічного плану, складеного на самому початку війни, і перенести центр тяжіння військових дій за межі Італії.

## Створення антиримської коаліції
Карфагенці, користаючись з перемог Ганнібала в Італії, задумали відібрати свої провінції, втрачені під час Першої Пунічної війни. Вони спочатку викликали повстання на Сардинії й вислали туди своє військо, але римлянам пощастило перемогти повстанців. Крім того, в Іспанії справи пунійців йшли все гірше — жертвами нової поразки стали 25000 убитих і 10000 полонених воїнів. Підкріплення ж, призначені Ганнібалу, були безуспішно використані в спробі захоплення Сардинії.

### Війна на Сицилії
У Сицилії після укладення союзу з Сиракузамі карфагеняни добилися істотних успіхів. 15 000 армія Сиракуз спільно з пунійськими військами сильно тіснила римські війська. Незабаром з'явився Марк Клавдій Марцелл з сильною армією і рушив на Сиракузи. Місто було великим, і римляни розраховували, що їм вдасться швидко подолати стіни, але несподівано вони зустріли дуже сильний опір, організатором якого був славний грецький математик Архімед. Марцелл був вимушений почати облогу. Карфагеняни тим часом відправили на Сицилію армію з 25 000 піхотинців, 3 000 вершників і 12 слонів. Марцелл, знаходився в дуже важкому становищі, не маючи допомоги з Риму. Проте він відбив наступ помічних карфагенських військ і врешті в 211 р. здобув місто. Після деяких місцевих успіхів карфагеняни були вимушені залишити Сицилію. Римляни страшно сплюндрували Сиракузи. У цій боротьбі поліг серед інших Архімед, що сконструював нові воєнні машини, якими боронив місто. Через недовгий час весь острів визнав знову римську владу.

### Напад Македонії на Іллірію
Цар Македонії Філіпп V Македонський, виконуючи свої союзницькі зобов'язання напав на римські володіння в Іллірії, проте істотної підтримки Ганнібалу це не принесло.

## Успіхи римлян

### Війна в Іспанії
У 214 році до н. е. в Іспанії пунійці програли дві битви, що коштували їм до 12000 убитими, 3000 полоненими і 39 слонів. Таким чином після цілого ряду поразок панування на Піренейському півострові почало переходити до Риму.

### Перехід Сифакса на бік римлян
У 213 році до н. е. відбулася ще одна подія, яку і в самому Карфагені, і в таборі Ганнібала не могли не сприйняти як серйозну загрозу: брати Сципіони, що успішно воювали на Піренейському півострові, висадилися в Північній Африці. Це була вже друга спроба римського командування перенести війну безпосередньо на територію Карфагенської держави. Цього разу африканська експедиція привела до великого дипломатичного успіху римлян. Їм вдалося скористатися тим, що у карфагенян виникло тертя з одним з нумідійських царів — вождем племені масайсиліїв Сифаксом, і укласти з ним союз. Центуріон Квінт Статорій залишився навіть у Сифакса навчати його воїнів римському бойовому ладу і військовому мистецтву. Результати не забарилися позначитися: незабаром в одній з сутичок масайсилії розбили карфагенян.

### Військові дії в Італії в 212—209 до н.е.

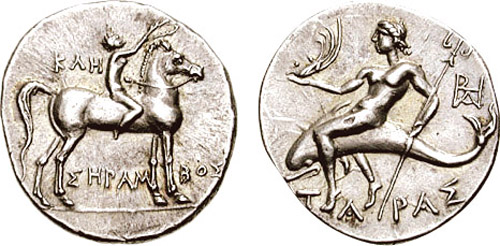
Монета, випущена Тарентом під час союзу з Ганнібалом у 212—208 рр. до РХ. Хлопчик верхи на дельфіні — традиційна емблема Тарента (по-грецьки TAPAΣ). Срібна дидрахма

В 212 році до н. е. на сторону Ганнібала перейшов Тарент, а слідом за ним ще декілька міст колишньої Великої Греції. Римляни зазнали ще одну поразку, але зуміли обложити Капую.
Місто не здавалося, сподіваючись на допомогу Ганнібала. Прагнучи відвернути сили римлян від цієї облоги, Ганнібал зробив свій єдиний за весь час війни похід на Рим. Він розраховував, що римські війська знімуть самі облогу Капуї і попрямують услід за ним на виручку своєї столиці. Але римляни цього разу розгадали чергову військову хитрість Ганнібала: облога Капуї продовжувалася, а коли карфагеняни підійшли до Риму, вони побачили, що місто готове до довготривалої оборони. Щоби продемонструвати Ганнібалу свою впевненість у перемозі римський сенат виставив на продаж поле біля річки Анієна, розташоване за 4,5 км від міста. Воно було негайно куплене за ціною, вищою за середньоринкову. Постоявши деякийсь час біля Риму, Ганнібал відійшов, спустошивши навколишню місцевість. Але ніяких наслідків це не мало, а незабаром Капуя здалася — це був рішучий успіх. Римляни напружували всі сили. До війська були покликане все населення від 17 до 47 років, в арміях билися 230 000 чоловік.
Положення Ганнібала після цих невдач стає критичним. У настрої італіків відбувається різкий перелом: місто за містом, община за общиною повертаються під владу Риму. Не отримавши від уряду Карфагена обіцяних підкріплень, Ганнібал удається до останнього засобу: просить свого брата Гасдрубала привести йому на допомогу війська Карфагена, що залишилися в Іспанії.

### Перелом
Тим часом в Іспанії брати Сципіони зазнали сильної поразки і загинули в бою, але Луцій Марцій Септим зумів організувати залишки армій, і сили для опору все ще залишалися. У 209 році до н. е. син Корнелія Сципіона, Публій Корнелій Сципіон взяв командування в Іспанії і абсолютно несподівано захопив Новий Карфаген, а в Італії римлянами був узятий Тарент. Тепер всі надії Ганнібал пов'язував з братом Гасдрубалом, який, відкинувши Сципіона, вів з Іспанії сильні підкріплення. Перехід через Альпи пройшов відносно легко і в наступному, 208 р. до н. е. він вступив до Італії. Проте консул Нерон розбив його на річці Метавр, сам Гасдрубал поліг в бою, і його відрубану голову римляни переправили Ганнібалу. Після цього сил Ганнібала вже не вистачало на ведення активних бойових дій, його незначні успіхи вже не могли вирішити результату війни.
У Іспанії під Іліпою у 206 році до н. е. Магон зазнав поразки і був вимушений залишити весь Піренейський півострів під владою Риму. Його висадка у Генуї з 12000 піхотинців і 2000 вершників нічого не вирішувала, незабаром він був смертельно поранений. Ганнібал не вдавався до активних дій, здавалося, що він втратив всяку надію на перемогу.
Філіпп V після безрезультатних бойових дій був вимушений укласти мир.

## Перемога Риму

### Війна в Африці

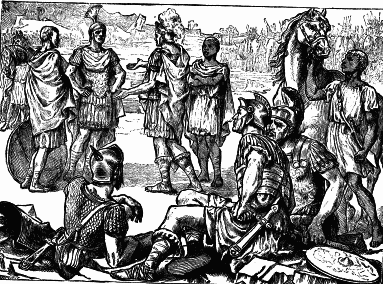
Зустріч Сципіона з Ганнібалом перед битвою при Замі

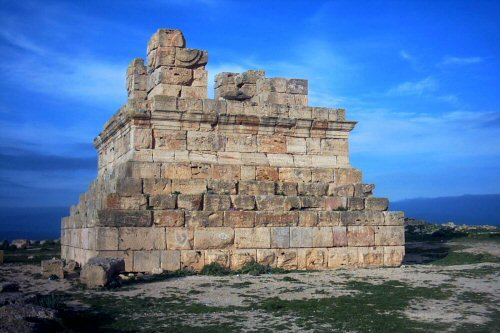
Гробниця царя Нумідії Масинісси (бл.238-бл.148 до н. е.) Знаходження: Шумаа ель-Хруб, біля Константіни, Алжир

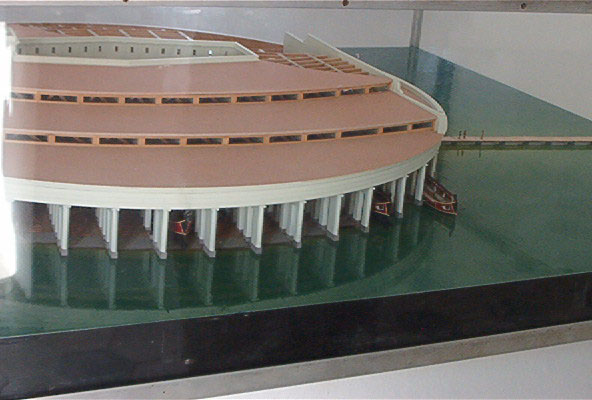
Модель бази військового флоту в Карфагені

У 205 р. переможець Іспанії Сципіон з тріумфом повернувся до Риму, добув тут уряд консула і піддав на розгляд сенатові новий сміливий план війни: перенести боротьбу до Африки. Підготовка походу до Африки була реалізацією останньої ланки стратегічного плану римлян. Цей похід був логічним завершенням вже фактично виграної війни.
В 204 р. Сципіон вирушив із Сицилії з 30000 війська і причалив до Утики. Тут на його сторону перейшов вождь одного з нумідійських племен Масинісса, ображений на Карфаген за те, що той передав його державу іншому вождеві — Сифаксові. Хоч Масинісса не мав багато війська, але своїми впливами успішно допомагав римським воєнним операціям. На чолі карфагенських військ спочатку стояв Газдрубал, син Гіскона. Він необережно підсунувся зі своїми таборами під Утику. Сципіон використав це, напав вночі на карфагенців і розбив їхнє військо. У дальших боях римляни погромили також Сифакса й передали назад Масиніссі його державу.
Карфагенці побачили, що становище їхнє стає все гіршим, і викликали до Африки Ганнібала. Нещасливий полководець тримався ще в Південній Італії; під Кротоном, при святині Гери, виставив великий жертовник і на ньому примістив напис фінікійською і грецькою мовами, в якому оповів про свої походи. Тепер, по 15 роках побуту в Італії, мусив повернутися до Африки.
Причалив він до Гадруметума, пізніше пішов під Заму, де збиралися римські війська. Ганнібал спробував добитися поступок при проведенні мирних переговорів під час особистої зустрічі зі Сципіоном, але успіху не добився. Ганнібал, бачачи непевне становище Карфагена, пробував порозумітися із Сципіоном. Але гордий римлянин зажадав, щоб карфагенці піддалися йому на ласку й неласку.

### Битва при Замі

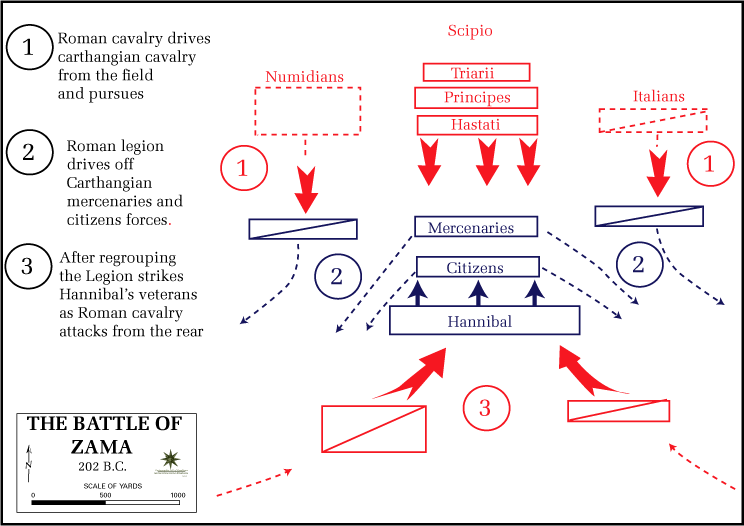
План битви при Замі

Навесні 202 р. до н. е. в битві при містечку Зама (на південь від Карфагена) Ганнібал був розбитий вперше й востаннє у своєму житті. Вирішальну роль в перемозі над Ганнібалом зіграла нумідійськая кіннота, очолена царем Масиніссою, що перейшов на сторону римлян. Ганнібал думав переломити римську лаву своєю піхотою, але це були вже не його давні ветерани, а збиранина різних полків. Військо його не витримало наступу римських легіонерів, і бій під Замою остаточно закінчився перемогою Сципіона. Так завершилася війна. Звичайно, поразка під Замою не була провиною Ганнібала. Це був результат покращення римського війська. Після битви під Каннами римляни зробили висновки. Якщо раніше карфагенці вигравали за рахунок кінноти, то під Замою вони нічого не змогли зробити проти краще організованої римської кінноти, а бойові слони карфагенців були вже не актуальні, тому що у битві під Замою Сципіон змусив їх тікати, пускаючи мишей. Це викликало велику паніку у римській піхоті. 10000 людей втратили карфагенці, але Сципіон втратив 1,5 тисячі людей.

## Підсумки
Карфагенці мусили тепер прийняти римські умови миру. Вони зреклися всіх своїх володінь поза Африкою, отже, також Іспанії, видали римлянам свій флот (окрім 10 кораблів) і зобов'язалися заплатити 10000 талантів контрибуції і не вести бойових дій без дозволу римського сенату.
Масинісса дістав титул римського союзника і зобов'язався стежити за зростом Карфагена. Сципіон відбув знову тріумфальний в'їзд до Рима, де сенат дав йому почесне прізвище «Африканського». Його заслуги були справді незвичайні: завдяки йому Рим став гегемоном на заході аж по Атлантичний океан.
Так закінчилася друга Пунічна війна, яка привела до краху колоніальної держави Карфагена і остаточно зломила його військово-політичну потугу. Для Риму перемога в цій війні мала величезні наслідки. З великої італійської держави Рим перетворюється тепер на могутню рабовласницьку державу, яка після витіснення Карфагена займає становище безумовного гегемона всього Західного Середземномор'я.